# Carbono
O carbono (do latim carbo, carvão, também chamado carbóneo ou carbone) é um elemento químico, símbolo C, número atômico 6 (6 prótons e 6 elétrons), massa atómica 12 u, sólido à temperatura ambiente. Como um membro do grupo 14 da tabela periódica, ele é um não metal e tetravalente — portando quatro elétrons disponíveis na forma de ligações covalentes. Há três isótopos com formação natural, com o 12C e 13C sendo estável, onde o 14C é radioativo, decompondo com uma meia-vida de aproximadamente 5730 anos. Ele é um dos poucos elementos químicos que já foram descobertos na antiguidade.
Há vários alótropos de carbono, e entre os mais conhecidos estão a grafite (ou grafita), o diamante e o carbono amorfo. As propriedades físicas do carbono variam de acordo com sua forma alotrópica. Por exemplo, o diamante é altamente transparente, enquanto a grafite é um material opaco e preto. O diamante é o material mais duro que se conhece na natureza, enquanto a grafite é um material macio a ponto de deixar um traço no papel (daí seu nome, da palavra grega "γράφω", escrever). O diamante tem uma baixíssima condutividade elétrica, enquanto a grafite é um excelente condutor. Sob condições ambientais normais, o diamante, os nanotubos de carbono, o carbino  e o grafeno têm uma elevada condutividade térmica entre todos os materiais conhecidos.
Todos os alótropos de carbono são sólidos em temperatura ambiente, com a grafite sendo o mais estável termodinâmico. Eles têm resistência química e requerem altas temperaturas para reagir com o oxigênio. O estado de oxidação mais comum do carbono em um composto inorgânico é o +4, onde +2 é encontrado no monóxido de carbono e outros complexos de carboxila metálica com metais de transição. A maior disponibilidade de compostos inorgânicos com carbono está no calcário, na dolomita e o dióxido de carbono, porém quantidades significativas são encontradas nas minas de carvão, nas turfas, no petróleo e nas fontes de hidrato de carbono. É o elemento químico mais numeroso de compostos químicos, mais do que os outros elementos químicos, com quase dez milhões de compostos.
O carbono é o 15.° elemento químico mais abundante na crosta terrestre e o 4.º elemento mais abundante no universo depois do hidrogênio, hélio e o oxigênio. Ele está presente em todas as formas de vida, e no corpo humano é o segundo elemento mais abundante em massa (cerca de 18,5%) depois do oxigênio. Esta abundância, em conjunto com a exclusiva diversidade e sua incomum capacidade de formar polímeros sob as diversas condições de temperatura na Terra, fazem do carbono um elemento básico para todas as formas de vidas conhecidas.

## Características principais
O carbono é um elemento notável por várias razões. Suas formas alotrópicas incluem, surpreendentemente, uma das substâncias mais frágeis e baratas (a grafite, que é usada em lápis, por exemplo) e uma das mais rígidas e caras (o diamante). Mais ainda: apresenta uma grande afinidade para combinar-se quimicamente com outros átomos pequenos, incluindo átomos de carbono que podem formar largas cadeias. O seu pequeno raio atómico permite-lhe formar cadeias múltiplas; assim, com o oxigênio forma o dióxido de carbono, essencial para o crescimento das plantas (ver ciclo do carbono); com o hidrogênio forma numerosos compostos denominados, genericamente, hidrocarbonetos, essenciais para a indústria e o transporte na forma de combustíveis derivados de petróleo e gás natural. Combinado com ambos forma uma grande variedade de compostos como, por exemplo, os ácidos graxos, essenciais para a vida, e os ésteres que dão sabor às frutas. Além disso, fornece, através do ciclo carbono-nitrogênio, parte da energia produzida pelo Sol e outras estrelas.

### Estados alotrópicos

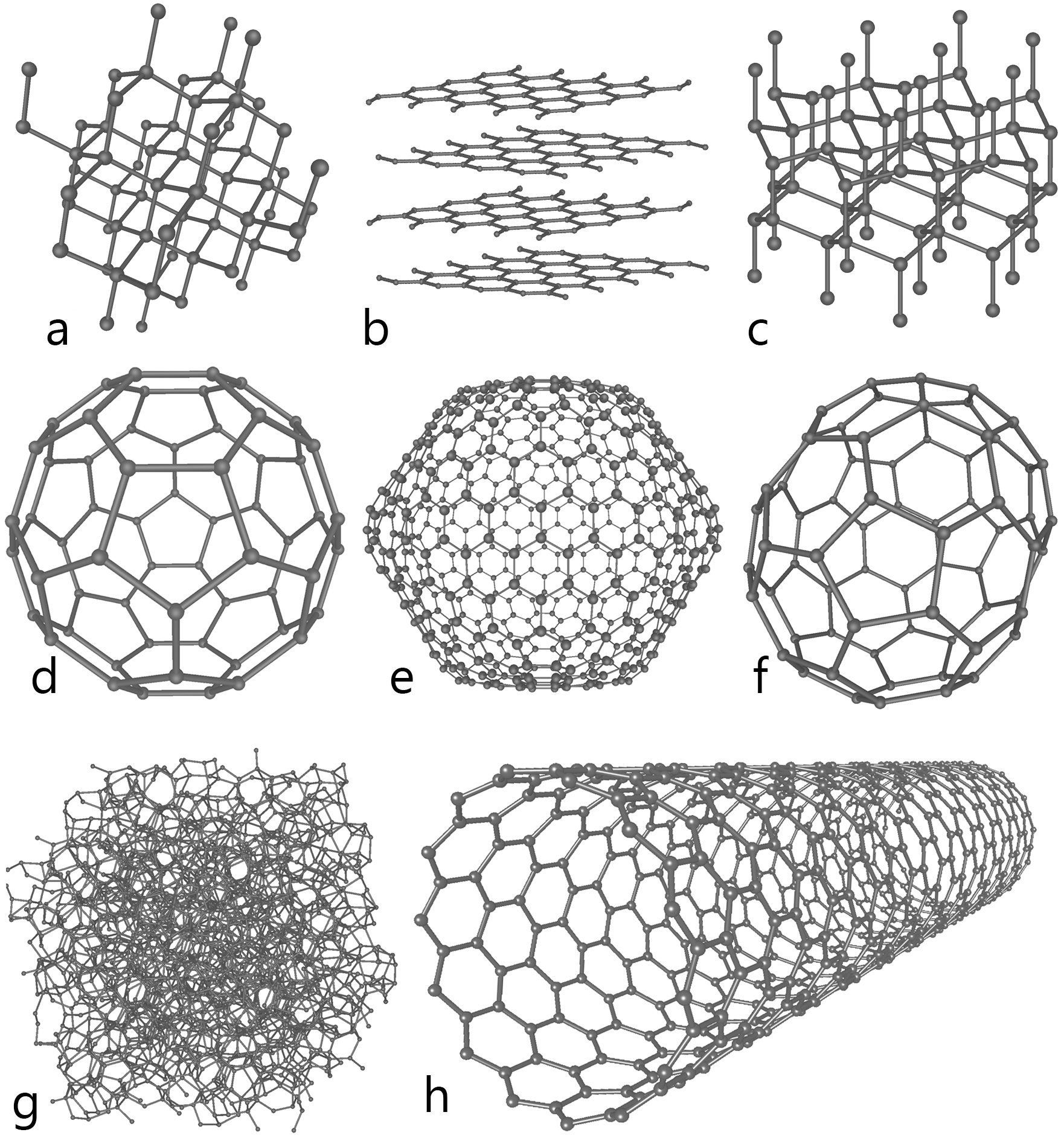
Exemplos de alotrópicos do carbono:
a) diamante;
b) grafite;
c) lonsdaleíta;
d, e, f) fulerenos;
g) carbono amorfo;
h) nanotubo de carbono.

São conhecidas quatro formas alotrópicas do carbono, além da amorfa: grafite, diamante, fulerenos e nanotubos. Em 22 de março de 2004 se anunciou a descoberta de uma quinta forma alotrópica: (nanoespumas). A forma amorfa é essencialmente grafite, porque não chega a adotar uma estrutura cristalina macroscópica. Esta é a forma presente na maioria dos carvões e na fuligem.
À pressão normal, o carbono adota a forma de grafite estando cada átomo unido a outros três em um plano composto de células hexagonais; neste estado, 3 elétrons se encontram em orbitais híbridos planos sp² e o quarto em um orbital p.
As duas formas de grafite conhecidas, alfa (hexagonal) e beta (romboédrica), apresentam propriedades físicas idênticas. As grafites naturais contêm mais de 30% de forma beta, enquanto a grafite sintética contém unicamente a forma alfa. A forma alfa pode transformar-se em beta através de procedimentos mecânicos, e esta recristalizar-se na forma alfa por aquecimento acima de 1 000 °C.
Devido ao deslocamento dos elétrons do orbital pi, a grafite é condutor de eletricidade, propriedade que permite seu uso em processos de eletrólise. O material é frágil e as diferentes camadas, separadas por átomos intercalados, se encontram unidas por forças de Van der Waals, sendo relativamente fácil que umas deslizem sobre as outras.
Sob pressões elevadas, o carbono adota a forma de diamante, na qual cada átomo está unido a outros quatro átomos de carbono, encontrando-se os 4 elétrons em orbitais sp³, como nos hidrocarbonetos. O diamante apresenta a mesma estrutura cúbica que o silício e o germânio, e devido à resistência da ligação química carbono-carbono, é junto com o nitreto de boro (BN) a substância mais dura conhecida. A transformação em grafite na temperatura ambiente é tão lenta que é indetectável. Sob certas condições, o carbono cristaliza como lonsdaleíta, uma forma similar ao diamante, porém hexagonal, encontrado nos meteoros.
O orbital híbrido sp¹, que forma ligações covalentes, só é de interesse na química, manifestando-se em alguns compostos como, por exemplo, o acetileno.
Os fulerenos têm uma estrutura similar à da grafite, porém o empacotamento hexagonal se combina com pentágonos (e, possivelmente, heptágonos), o que curva os planos e permite o aparecimento de estruturas de forma esférica, elipsoidal e cilíndrica. São constituídos por 60 átomos de carbono apresentando uma estrutura tridimensional similar a uma bola de futebol. As propriedades dos fulerenos não foram determinadas por completo, continuando a serem investigadas.
A esta família pertencem também os nanotubos de carbono, de forma cilíndrica, rematados em seus extremos por hemiesferas (fulerenos). Constituem um dos primeiros produtos industriais da nanotecnologia. Investiga-se sua aplicabilidade em fios de nanocircuitos e em eletrônica molecular, já que, por ser derivado da grafite, conduz eletricidade em toda sua extensão. Os nanotubos são materiais extremamente resistentes e super leves, são substâncias que melhor conduzem calor (mas podem ser condutores ou semicondutores). Além disso, apresentam a maior resistência mecânica conhecida e, por isso, estão sendo cada vez mais utilizados no cotidiano. Possui ainda, grande aplicabilidade em compostos dinâmicos.

### Abundância
O carbono não se criou durante o Big Bang porque havia necessidade da tripla colisão de partículas alfa (núcleos atómicos de hélio), tendo o universo se expandido e esfriado demasiadamente rápido para que a probabilidade deste acontecimento fosse significativa. Este processo ocorre no interior das estrelas (na fase «RH (Rama horizontal)»), onde este elemento é abundante, encontrando-se também em outros corpos celestes como nos cometas e na atmosferas dos planetas. Alguns meteoritos contêm diamantes microscópicos que se formaram quando o sistema solar era ainda um disco protoplanetário.
Em combinação com outros elementos, o carbono se encontra na atmosfera terrestre e dissolvido na água, e acompanhado de menores quantidades de cálcio, magnésio e ferro forma enormes massas rochosas (calcita, dolomita, mármore, etc.).
De acordo com estudos realizados pelos cientistas, a estimativa de distribuição do carbono na terra é:
Biosfera, oceanos, atmosfera......3,7 x 1018 mols
Crosta 

Carbono orgânico..........................1,1 x 1021 mols

Carbonatos....................................5,2 x 1021 mols
Manto..............................................1,0 x 1024 mols
A grafite se encontra em grandes quantidades nos Estados Unidos, Rússia, México, Groelândia e Índia.
Os diamantes naturais se encontram associados a rochas vulcânicas (kimberlito e lamproíto). Os maiores depósitos de diamantes se encontram no continente africano (África do Sul, Namíbia, Botswana, República do Congo e Serra Leoa). Existem também depósitos importantes no Canadá, Rússia, Brasil e Austrália.

### Isótopos
Em 1961 a IUPAC adotou o isótopo 12C como base para a determinação da massa atómica dos elementos químicos.
O carbono-14 é um radioisótopo com uma meia-vida de 5715 anos que se emprega de forma extensiva na datação de espécimes orgânicos.
Os isótopos naturais e estáveis do carbono são o 12C (98,89%) e o 13C (1,11%). As relações entre esses isótopos são expressas baseadas nas proporções encontradas no padrão inorgânico VPDB (Vienna Pee Dee Belemnite). O valor isotópico da proporção entre 12C/13C encontrado na atmosfera terrestre é da ordem de -8‰ (por mil). Esse valor é negativo pelo fato de que o padrão utilizado (VPDB), por ser um carbonato inorgânico, possui uma quantidade maior de 13C que a grande maioria dos compostos orgânicos e da atmosfera.
A maioria das plantas, denominadas plantas de ciclo metabólico C3, apresentam valores isotópicos de carbono que variam entre -22 e -30‰; entretanto as plantas com o ciclo metabólico do tipo C4, como algumas gramineas por exemplo, apresentam valores mais enriquecidos em 13C, da ordem de -6 a -12‰. Essa diferença se dá devido às diferenças na apreensão de CO2 durante esses dois distintos tipos de processos metabólicos que ocorrem na fotossíntese. 
Um terceiro grupo, constituído pelas plantas de metabolismo CAM (ciclo do ácido crassuláceo), apresenta valores entre cerca de -12 e -26‰, já que ambos os ciclos C3 e C4 são possíveis nessas plantas, influenciados por fatores ambientais. 
A proporção ente os isótopos 12C e 13C é também um importante marcador químico de processos metabólicos de plantas e animais sendo também utilizado amplamente em estudos ambientais, ecológicos e de cadeias tróficas de humanos e animais, atuais e pré-históricos, juntamente com os isótopos de nitrogênio (14N/15N) e oxigênio (16O/18O) dentre outros.

## Compostos

### Compostos inorgânicos
O mais importante óxido de carbono é o dióxido de carbono (CO2), um componente minoritário da atmosfera terrestre (na ordem de 0,04% em peso) produzido e usado pelos seres vivos (ver ciclo do carbono). Em água forma ácido carbónico (H2CO3) — as bolhas de muitos refrigerantes — que igualmente a outros compostos similares é instável, ainda que através dele possam-se produzir íons carbonatos estáveis por ressonância. Alguns importantes minerais, como a calcita são carbonatos. As rochas carbonáticas (calcários) são um grande reservatório de carbono oxidado na crosta terrestre.
Os outros óxidos são o monóxido de carbono (CO) e o raro subóxido de carbono (C3O2). O monóxido se forma durante a combustão incompleta de materiais orgânicos, e é incolor e inodoro. Como a molécula de CO contém uma tripla ligação, é muito polar, manifestando uma acusada tendência a unir-se a hemoglobina, o que impede a ligação do oxigênio. Diz-se, por isso, que é um asfixiante de substituição. O íon cianeto, (CN-), tem uma estrutura similar e se comporta como os íons haletos. O carbono, quando combinado com hidrogênio, forma carvão, petróleo e gás natural que são chamados de hidrocarbonetos. O metano é um hidrocarboneto gasoso, formado por um átomo de carbono e quatro átomos de hidrogênio, muito abundante no interior da terra (manto). O metano também é encontrado em abundância próximo ao fundo dos oceanos e sob as geleiras (permafrost), formando hidratos de gás. Os vulcões de lama também emitem enormes quantidades de metano enquanto que os vulcões de magma emitem uma maior quantidade de gás carbônico, que possivelmente é produzido pela oxidação do metano.
Com metais, o carbono forma tanto carbetos como acetiletos, ambos muito ácidos. Apesar de ter uma eletronegatividade alta, o carbono pode formar carbetos covalentes, como é o caso do carbeto de silício (SiC), cujas propriedades se assemelham às do diamante.

## História e etimologia

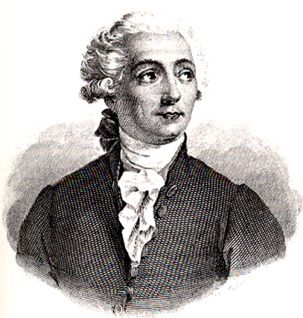
Antoine Lavoisier em sua juventude.

O nome em inglês carbon veio do latim carbo para carvão ou brasa, onde também vem do francês charbon, que significa brasa. No idioma alemão, holandês e dinamarquês, os nomes que originam do carbono são Kohlenstoff (em alemão) e koolstof (em holandês), todos literalmente significam substância de carvão.
O carbono foi descoberto na pré-história e foi conhecido na forma de fuligem e brasa nas civilizações humanas mais antigas. Os diamantes foram conhecidos provavelmente na China em aproximadamente 2500 a.C., enquanto o carbono na forma de carvão foi feita na civilização romana com o mesmo processo químico que é utilizado até a atualidade, pela queima de madeira em uma pirâmide com argila para diminuir a quantia de ar atmosférico.

## Aplicações

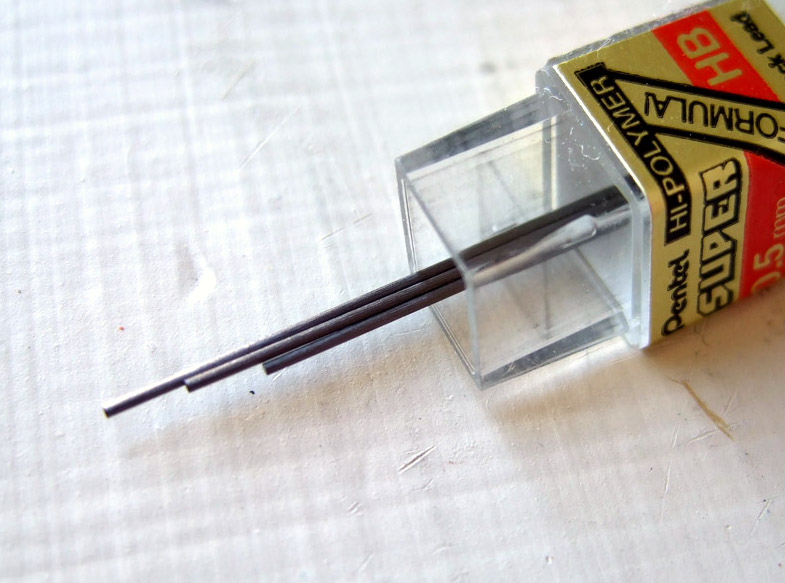
A mina para lapiseira é feita de grafite (geralmente misturada com argila ou aglutinante sintético).

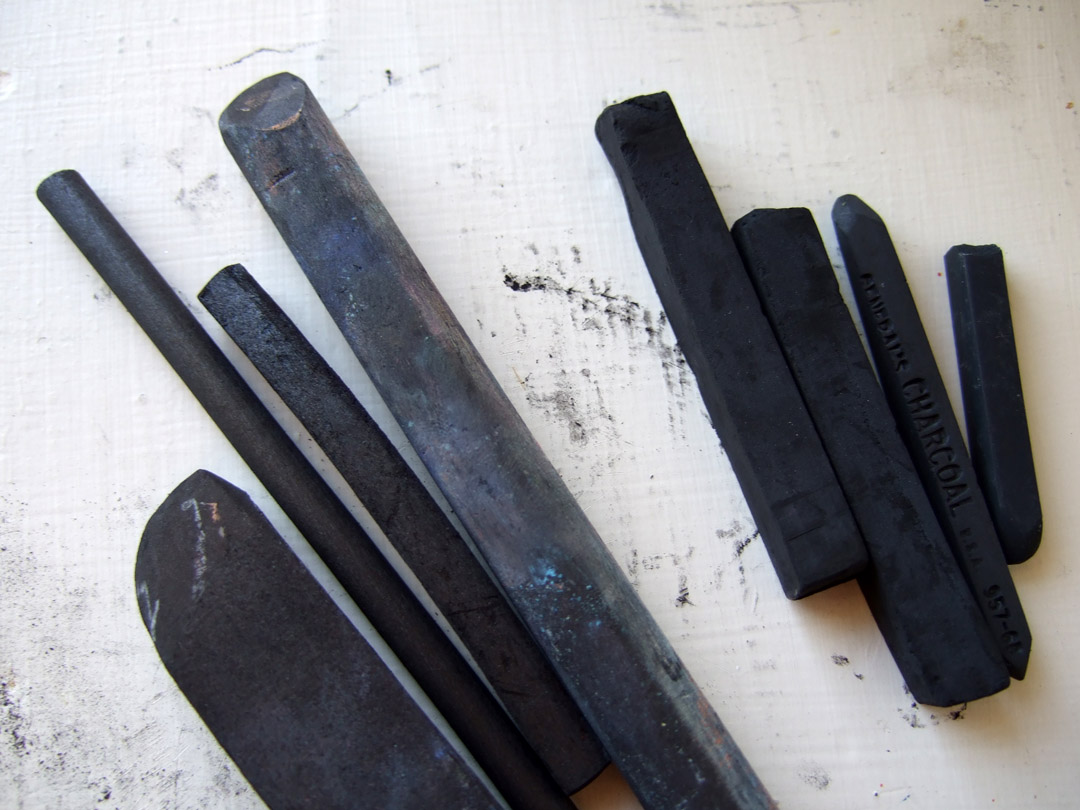
Pedaços de carvão vegetal.

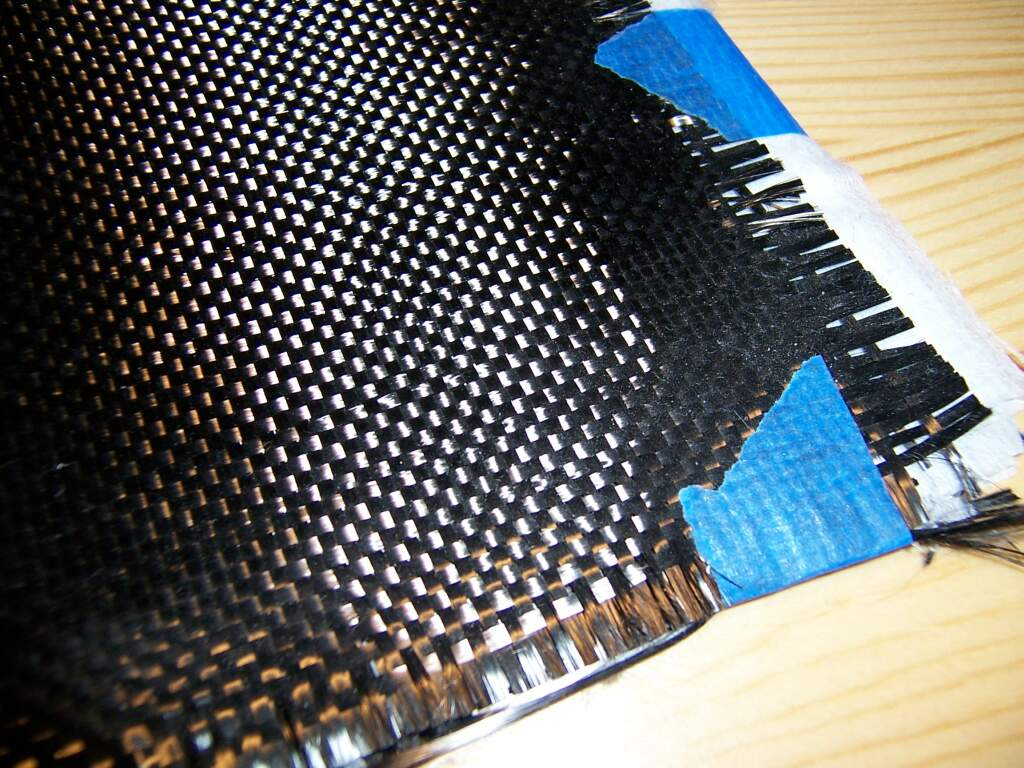
Um tecido entrelaçado de filamento de carbono.

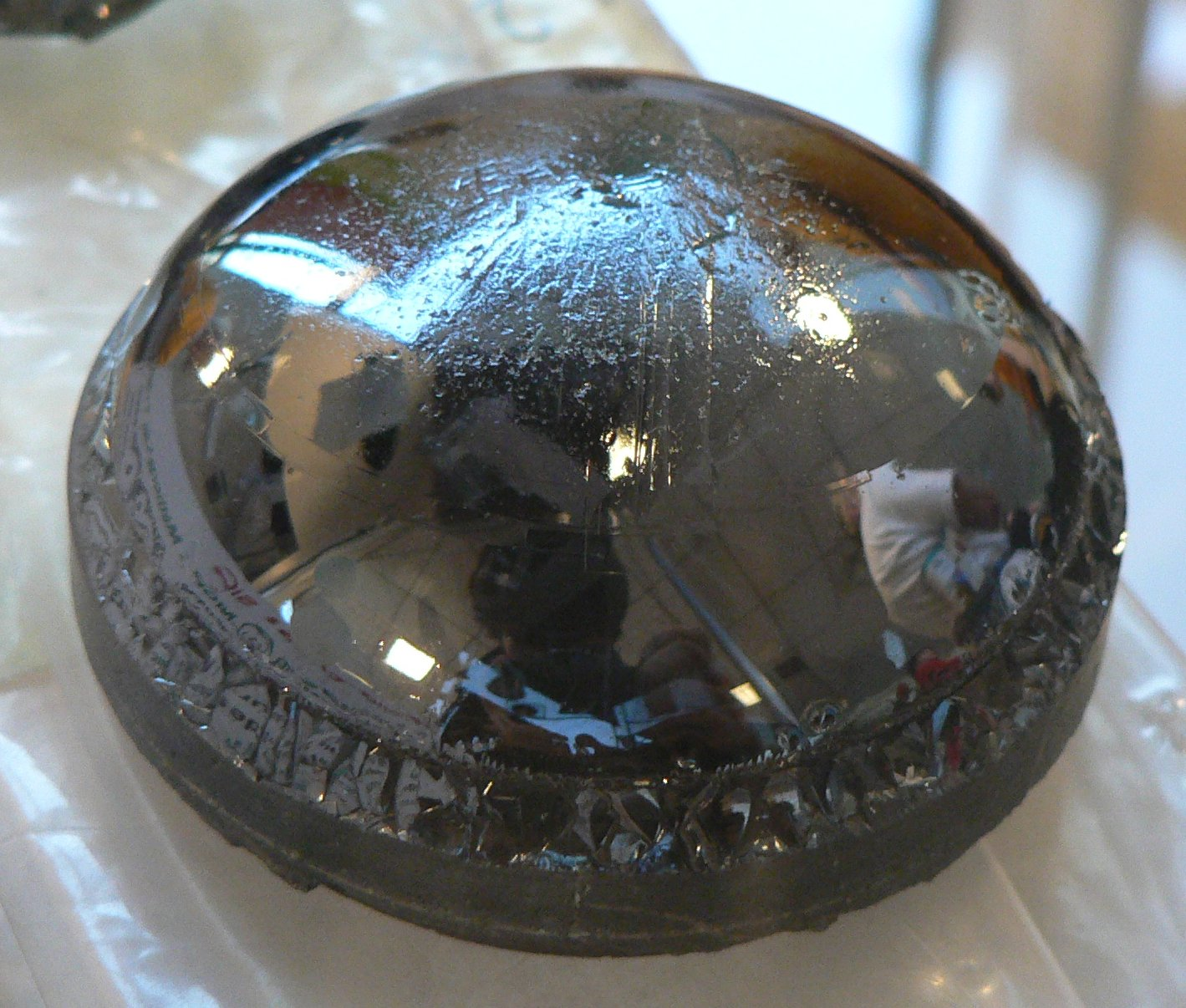
Carbeto de silício monocristalino.

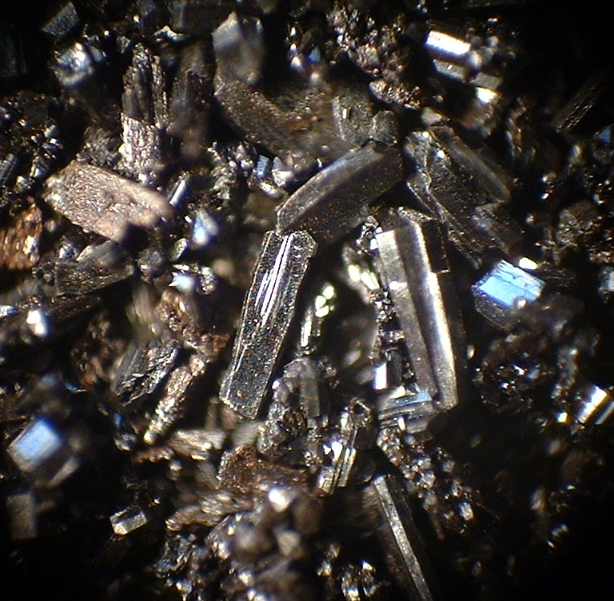
O fulereno C_{60} em forma cristalina.

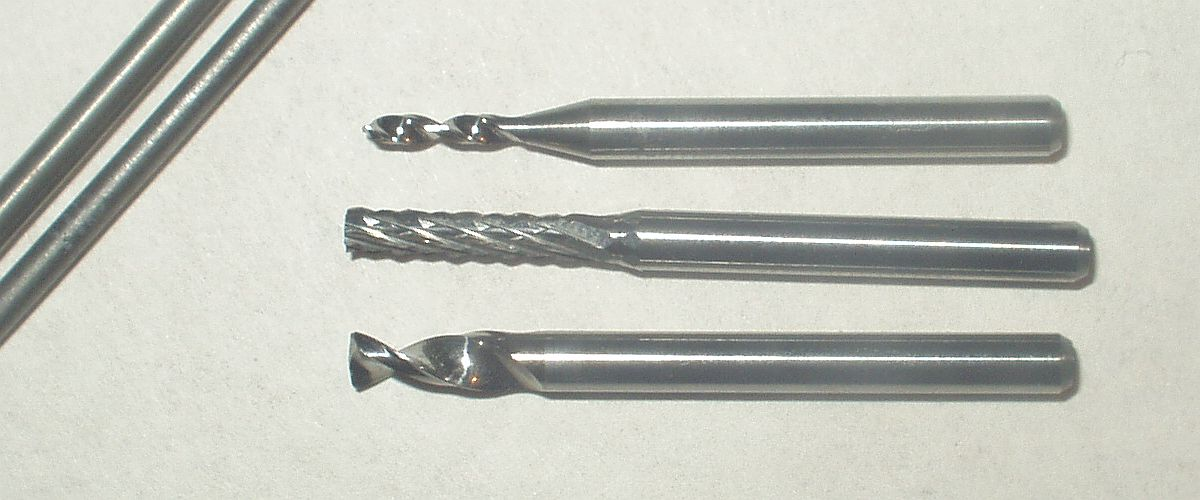
Broca de carbeto de tungstênio.

O principal uso industrial do carbono é como componente de hidrocarbonetos, especialmente os combustíveis como petróleo e gás natural; do primeiro se obtém por destilação nas refinarias gasolinas, querosene e óleos e, ainda, é usado como matéria-prima para a obtenção de plásticos, enquanto que o segundo está se impondo como fonte de energia por sua combustão mais limpa. Outros usos são:
- O isótopo carbono-14, descoberto em 27 de fevereiro de 1940, se usa na datação radiométrica;
- A grafite se combina com argila para fabricar a parte interna dos lápis;
- O diamante é empregado para a produção de joias e como material de corte aproveitando sua dureza;
- Como elemento de liga principal dos aços (ligas de ferro);
- Em varetas de proteção de reatores nucleares;
- As pastilhas de carbono são empregadas em medicina para absorver as toxinas do sistema digestivo e como remédio para a flatulência;
- O carbono ativado se emprega em sistemas de filtração e purificação da água;
- O Carbono-11, radioativo com emissão de pósitron usado no exame PET em medicina nuclear;
- O carvão é muito utilizado nas indústrias siderúrgicas, como produtor de energia e na indústria farmacêutica (na forma de carvão ativado);
- O favo de carbono, um aglomerado tridimensional de folhas de carbono, pode prender grandes quantidades de gás dentro de células com seis lados. A estrutura descrita[18] pode ser utilizada para armazenar gases ou líquidos, ou como um material de construção para os compostos mais complexos[19].

As propriedades químicas e estruturais dos fulerenos, na forma de nanotubos, prometem usos futuros no campo da nanotecnologia (ver Nanotecnologia do carbono).
Os diamantóides são minúsculos cristais com forma cristalina composta por arranjos de átomos de carbono e também hidrogênio muito semelhante ao diamante. Os diamantóides são encontrados nos hidrocarbonetos naturais como petróleo, gás e principalmente em condensados (óleos leves do petróleo). Têm importante aplicação na nanotecnologia.

## Precauções
Os compostos de carbono têm uma ampla variação de toxicidade. O monóxido de carbono, presente nos gases de escape dos motores de combustão e o cianeto (CN) é extremamente tóxico para os mamíferos e, entre eles, os seres humanos. Os gases orgânicos eteno, etino e metano são explosivos e inflamáveis em presença de ar. Muitos outros compostos orgânicos não são tóxicos, pelo contrário, são essenciais para a vida, como a glicose (C6H12O6), em certos seres vivos.

## Utilização
O principal uso industrial do carbono é como componente de hidrocarbonetos, especialmente os combustíveis como petróleo e gás natural; do primeiro se obtém por destilação nas refinarias gasolinas, querosene e óleos e, ainda, é usado como matéria-prima para a obtenção de plásticos, enquanto que o segundo está se impondo como fonte de energia por sua combustão mais limpa. Recentemente tem sido considerado um dos elementos principais para o desenvolvimento da eletrônica molecular ou moletrônica.

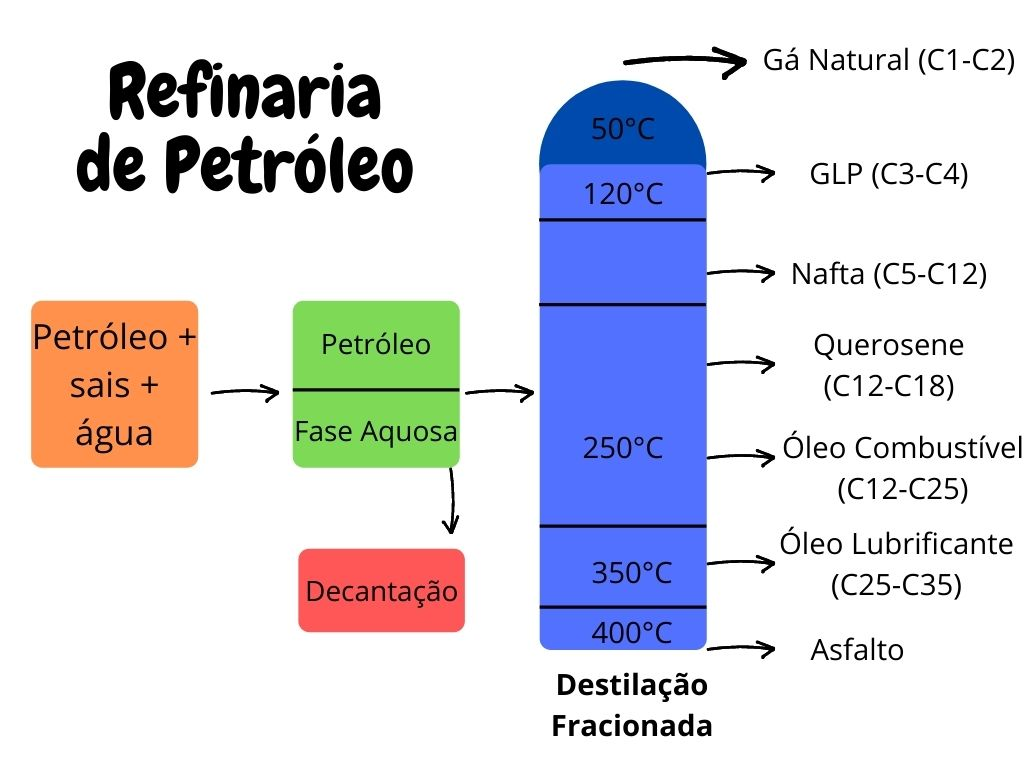
Esquema resumido de uma refinaria de Petróleo